# Damiana
La damiana (Turnera diffusa) és un arbust aromàtic de la família de les turneràcies oriünda del nord i sud d'Amèrica (Texas, Mèxic, el Brasil, Mesoamèrica i Carib).

## Morfologia
És un petit arbust aromàtic perenne que presenta una altura màxima de 2 metres. Les tiges estan cobertes per una escorça de color verd-marronós. Quan aquesta tija pertany a un arbust jove apareix recoberta per una pilositat.
Les fulles fan d'1-1,5 cm de llarg, són alternes, herbàcies, de forma ovolanceolades, amb el pecíol curt i amb dues petites glàndules a la seva base. Són fulles simples pinnatipartides (entre vuit i deu indentacions), de color verd pàl·lid i piloses a la part anterior (en especial a les nervacions) quan són joves, mentre que a la seva part posterior són glabres.
Les inflorescències estan formades per petites flors grogues. Són flors subsèssils i hermafrodites que broten a les axil·les de les fulles. El periant és diferenciat. El calze és tubular i tomentós, amb 5 sèpals soldats (gamosèpal) que surten pel receptacle. La corol·la està composta per 5 pètals inserits al tub caliciliar i té simetria actinomorfa. L'androceu està constituït per 5 estams alternatius als pètals que s'originen al receptacle; les anteres són ditècales amb els sacs pol·línics binucleats. El gineceu és tricarpel·lar cenocàrpic, l'ovari súper.
Els fruits són dehiscents i tenen forma de càpsula, amb 3 valves i una sola cel·la. Aquesta càpsules contenen entre 3 i 6 llavors de forma arronyonada i de superfície reticulada.

## Etimologia
El nom de Turnera es deu a William Turner, metge anglès autor de New Herbarium i de Flora Anglesa (1551).

## Ecologia
Creix a terrenys àrids d'Amèrica. Es troba als sòls secs, sorrencs o rocosos, molt solejats i a altures entre els 500 i 1950 metres s.n.m.. Floreix entre el juliol i el novembre i seguidament surten els fruits, que tenen un gust similar a les figues. Es diu que aquest arbust té una olor semblant a la camamilla, degut a un oli present a la planta. Les fulles han estat tradicionalment utilitzades en una infusió usada pels natius d'Amèrica pels seus efectes afrodisíacs.

## Farmacologia

### Part utilitzada
S'utilitzen les fulles, principalment les terminals. Es recol·lecten les fulles seques durant l'estació de floració.

### Acció farmacològica
La damiana té propietats com a diürètic, antisèptic urinari, expectorant i com a laxant suau, però a dosis elevades actua com a purgant. A més, també se li ha atribuït una acció afrodisíaca amb la qual no tots els autors estan d'acord, sinó que insisteixen en el fet que és més aviat un tònic estimulant del sistema nerviós central (psicoestimulant) que actua sobre els centres espinals que estimulen la micció, l'erecció i l'ejaculació. Altres activitats descrites no corroborades són: antienvellidor, eupèptic, antidepressiu, cardiotònic, energètic, eufòric, al·lucinogen, timolèptic i emmenagog.

### Usos medicinals
La fulla i/o planta de la damiana es troba dins de les herbes no aprovades per l'ús humà per la Comissió E de Monografies d'Alemanya, a causa de la falta de fonament científic de les seves suposades virtuts tarapèutiques.

### Usos etnomedicinals i populars
S'utilitza tant per la impotència masculina com per la frigidesa femenina, quan el motiu del trastorn és psíquic. En casos d'astènia i cansament s'utilitza com a tònic general. És útil també en cistitis crònica i en aquells casos en què es necessita una estimulació de les mucoses, tant urinàries com respiratòries. Altres indicacions són per casos d'amaurosi, amenorrea, ansietat, asma, bronquitis, refredats, colecistosi, còlics, constipació, tos, depressió, diabetis, diarrea, disenteria, dismenorrea, dispèpsia, enuresi, mal de cap, infertilitat, incontinència, migranya, nefrosi, neurastènia, neurosi, paràlisi, espermatorrea, prostatosi, mal d'estómac, sífilis i retenció de líquids.

### Efectes adversos i/o tòxics
No hi ha perill o efectes secundaris coneguts a dosis terapèutiques. A dosis elevades pot provocar efectes purgants, taquicàrdia, insomni i irritabilitat a les mucoses de l'aparell urinari. A més a més, també s'han observat convulsions probablement per la presència de glucòsids cianogenètics. Aquests compotos també són tòxics per l'aparell respiratori a altes dosis. No es recomana l'ús de damiana en casos d'esofagitis, úlceres duodenals i colitis ulcerosa.

### Interaccions medicamentoses i contraindicacions
La damiana pot interferir en l'absorció del ferro i altres minerals, i així també interaccionar en teràpies hipoglucemiants (en especial amb la insulina) podent portar a descensos bruscos de glucèmia.
S'ha demostrat que l'arrel de la damiana té activitat uterotònica, per la qual cosa no es recomana el seu ús durant l'embaràs. La presència de glucòsids cianogenètics desaconsella el seu ús durant llargs períodes, tant en la senectut com en la infància i lactància materna. La seva activitat estimulant sobre el sistema nerviós central fa contraproduent la seva recomanació en pacients amb trastorns d'ansietat i insomni.

## Preparacions
- Tintura mare
- Extracte fluid
- Extracte sec
- Infusions

Amb els seus extractes es poden elaborar també dos tipus de licors:
- Guaycura: fet amb aiguardent de canya de sucre, sucre i extracte de damiana. Es pren amb les postres o com a digestiu.
- Agavero: es fa amb tequila 100% agave. S'utilitza com a digestiu i per acompanyar al cafè.

### Preparació de la tintura
La tintura es prepara amb cinc parts en pes d'alcohol i una part de planta. Es pesa la substància finament dividia i s'addicionen cinc parts en pes d'alcohol, fraccionades. Es mescla i es deixa reposar protegida del llum i a temperatura ambient durant tres dies, agitant dues vegades al dia. Passat aquest temps es premsa i es filtra.

## Història
Els antics natius americans feien ús habitual de les fulles d'aquesta planta en la preparació d'una infusió destacada pels seus efectes afrodisíacs, per millorar la potència sexual. Aquesta va ser la primera aplicació descrita per la damiana per part dels missioners espanyols a Mèxic.